# Гуњевци
Гуњевци су насељено мјесто у општини Козарска Дубица, Република Српска, БиХ. Према попису становништва из 1991. у насељу је живјело 230 становника.

## Становништво
| Демографија | Демографија | Демографија |
| Година      | Становника  | Становника  |
| ----------- | ----------- | ----------- |
| 1948.       | 361         |             |
| 1953.       | 330         |             |
| 1961.       | 342         |             |
| 1971.       | 306         |             |
| 1981.       | 258         |             |
| 1991.       | 230         |             |

## Знамените личности
- Милан Пилиповић, народни херој Југославије